# Joseph Furttenbach
Joseph Furttenbach, (1591-1667) est un ingénieur et architecte allemand né à Leutkirch, en Souabe (Schwaben), à proximité d'Ulm, où son père était magistrat. Il est mort le 17 janvier 1667. Selon certains documents anciens d'origine allemande il semblerait que son nom entier était Joseph Schertel Von Furttenbach. On rencontre aussi Joseph Furtembach pour la même personne.
Il est généralement appelé Furttenbach l'ancien pour le distinguer de son fils prénommé lui aussi Joseph qui est appelé Furttenbach le jeune (1632 - 8 mars 1655). Son fils était essentiellement dessinateur, peintre et graveur. Il est très souvent confondu avec son père ou pris pour lui.
Le père et le fils ont œuvré dans des travaux de recherche sur la transmutation des métaux. On trouve dans l'hommage de Fontenelle à Leibnitz un passage où l'auteur indique qu'une heure avant sa mort ce grand savant essayait de comprendre la manière dont le fameux Furtembach avait changé la moitié d'un clou de fer en or. (Voir l'Éloge de Leibnitz, par Fontenelle, in "œuvres de Fontenelle", tome 6, page 496, édition de 1740, Paris, Chez Bastien et Serviéres, libraires.)
- Joseph Furttenbach l’ancien : (Leutkirch , 30 décembre 1591- Ulm, 17 janvier 1667.

- Joseph Furttenbach le jeune : (Ulm, 1632 – Ulm, 8 mars 1655).

C'est le père qui est décrit dans cette page.

## Biographie
Joseph Furttenbach a passé la majorité de sa vie à Ulm, en Allemagne, mais il a vécu en Italie de 1605 à 1625. À l'âge de quinze ans il est venu à Milan pour apprendre l'italien et il est resté probablement vingt ans en Italie. Il y a étudié le dessin et l’architecture militaire et civile en Toscane, à Milan et à Florence. Il a parcouru une partie de la péninsule à cheval en allant jusqu'à Rome. Il a raconté ses déplacements dans un ouvrage intitulé :"Nouveau voyage d'Italie", publié à Ulm, en 1627. Le document comporte une carte et trente planches. Il s'est initié à la construction navale à Gênes. Sur la base de ses observations et des éléments qu'il a recueillis dans les chantiers navals de ce port il a rédigé un ouvrage sur les navires italiens à voiles et à rames intitulé Architectura Navalis. Cet ouvrage constitue un des premiers traités modernes sur les navires utilisés et construits en Italie en Ligurie, à la fin du XVIe siècle. Un des nombreux intérêts que présente cet ouvrage est de nous donner une base de comparaison pour juger les nombreuses illustrations des navires de cette époque : de nombreux dessins de cette période ne sont que de jolies images destinées au plaisir des yeux. Elles n'ont rien à voir avec la réalité du moment.
De retour à Ulm, Furttenbach est devenu ingénieur polyvalent. Il a occupé plusieurs fonctions officielles dans plusieurs domaines : architecture, construction de ponts, chimie, cartographie, construction des navires et des orgues. Il était architecte de la ville. Il a décrit dans ses ouvrages plusieurs types de poudre à canon et d’explosifs ainsi que ses expérimentations pyrotechniques.Ulm lui est redevable de plusieurs bâtiments et édifices qui furent construits d'après ses plans. Il y a construit un hôpital et un théâtre de 1 000 places : le Kommödienhaus. Il y a construit également sa maison personnelle qui a fait l'objet d'un de ses traités : Architectura privata, publié en 1641à Augsburg.

## Architecture navale

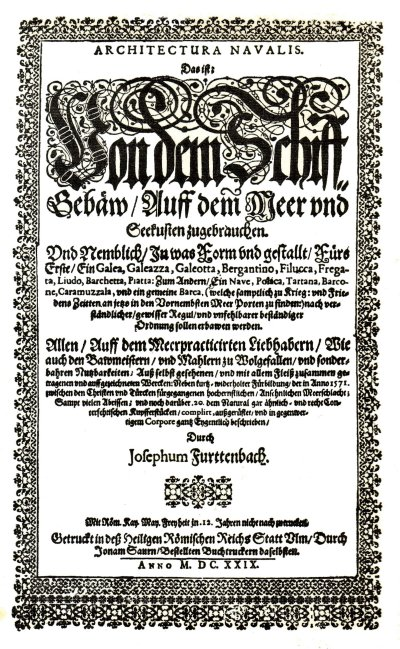
Frontispice de l'édition allemande de 1629.

L'art de la construction navale était à l'époque entièrement artisanal et les « justes proportions » étaient des secrets de famille jalousement préservés. Furttenbach qui a côtoyé les constructeurs et analysé leurs méthodes, dit tout ce qu'il en sait. Il s'appuie pour le faire sur des tracés géométriques qu'il connait. Il décrit l’utilisation du compas et il explique le mode de construction des figures des navires. Il est un des premiers à avoir donné les « recettes » des constructeurs avec un début d'explication. Pour ces raisons, l’Architectura Navalis est considérée comme un des premiers traités de construction navale réellement explicite. Cet ouvrage a servi de modèle aux auteurs hollandais du XVIIe siècle et du début du XVIIIe siècle, comme Witsen, Van Yk ou Allard.

### Les deux parties de l’Architectura Navalis
La première partie traite plus particulièrement des galères. On y trouve de nombreux renseignements sur l'architecture et le mode de construction des bâtiments. Cette partie est copieusement illustrée
La seconde partie, plus courte, traite de construction de la nave à travers un modèle choisi aux Pays-Bas. Là encore Furttenbach fournit des précisions suffisantes pour qu'un charpentier de l'époque y retrouve ses marques. L'intérêt de cet ouvrage, compte tenu de sa date de parution, tient dans la démarche qui va rattacher la méthode de construction à la chose dessinée, au trait et à la géométrie. À son époque, c'est peu courant, mais l'auteur fournit des dessins à l’échelle, des coupes et des élévations.
Furttenbach termine son ouvrage par un bref chapitre sur la « Description d'un grand combat naval », dans lequel il relate la grande bataille navale de Lépante qui opposa, le 7 octobre 1571 au large du golfe de Patras, la coalition chrétienne (flottes papale, vénitienne et espagnole essentiellement) à la flotte du Grand Turc commandée par Ali Pacha.
Le chapitre est illustré de deux illustrations. La première montre la flotte en ordre de bataille et le seconde résultat de la bataille. Ces deux gravures de la bataille de 1571 ont été publiées en 1639 mais elles furent dessinées par Furttenbach durant son séjour en Italie vers 1610 (circa) soit trente-neuf plus tard.
Furttenbach semble digne de foi dans ce qu'il décrit et raconte. Dans son texte en allemand, il indique qu'il a copié le texte du récit de la bataille de Lépante. Mais, nous savons qu'il est l'auteur des illustrations gravées par Jacob Custodis.
La lecture de cet ouvrage n'est pas chose aisée. L'auteur a parsemé son texte de mots italiens. Ce sont des mots techniques du domaine de la construction navale. Furttenbach les utilise chaque fois qu'il cite des éléments du navire ou décrit des actions complexes de construction. Ceci laisse croire que les mots de construction navale utilisés par les génois, à cette époque, n'avaient pas encore d'équivalent en allemand.
Une traduction en français de l’Architectura Navalis a été effectuée en France en 1939, par Jean Poujade, docteur en droit, diplômé de l'École des sciences politiques, magistrat. Jean Poujade était Conservateur du Musée de la Marine Méditerranéenne. La traduction a été imprimée par Bellamy à Paris. Le tirage de la traduction française a été limité à 306 exemplaires. Le petit nombre et la période d'édition sont probablement la raison pour laquelle le texte français est méconnu.

### Éditions
Il n'existe seule qu'une édition connue en allemand.
Furttenbach, Josef : Architectura navalis, das ist von dem Schiff, Gebäw auff dem Meer und Seeküsten zugebrauchen... durch Josephum Furttenbach; Ulm : getruckt durch J. Saurn, 1629; In-fol., pièces limin. et 134 p., pl. gravées. Notice n° : FRBNF30471365.
Titre allemand complet : 
ARCHITECTURA NAVALIS, dast ist von dem Schiff, Gebau auff dem Meer und Seekusten zugebrauchen. Und Nemblich in was Form und gestallt Zürserste Ein Galea, Galeazza, Galeotta, Bergantino, Filucca, Fregata, Liudo, Barchetta, Piatta: Zum Andern Ein Nave, Polaca, Tartana, Barcone, Caramuzzala, und ein gemeine Barca, (welche samptlich zu Krieg: und Fries dens Zeitten an fese in den Bornembsten Veer Porten zu finden:)... Ulm. Durch Jonam Saurn,... Anno M. DC. XXIX.
L’édition originale de 1629, In-folio, (9) ff., 134 p., est illustrée d'un frontispice, de 21 figures dans le texte et de 20 planches gravées hors texte. Le frontispice est signé: « Iacob CAMPANUS Prinxit » et « Iacob CUSTODIS Sculpsit ». Les 20 planches sont signées: « Durch Ioseph FURTTENBACH ».
Il existe une traduction en français.
Furttenbach, Joseph : « Architectura navalis ou de la Construction des navires en usage sur mer et le long des côtes,... Joseph Furttenbach a vu, écrit et dessiné lui-même... » traduit de l'allemand par Jean Poujade; Paris, impr. de Bellamy, 24 juillet 1939. In-fol., 4 p., fig. ; Notice n° : FRBNF32136734.
Titre français complet :
De la Construction Des Navires en Usage sur Mer et le Long des Côtes. Ce traité indique d'une manière simple les méthodes infaillibles et certaines qu'il faut employer pour construire les galère, galéasse, galiotte, brigantin, felouque, frégate, liudo, barquette, piatta ainsi que les nef, polacre, tartane, barcone, caramuzzale et une barque ordinaire, que l'on rencontre en temps de guerre et de paix dans les ports de mer. Joseph Furttenbach a vu, écrit et dessiné lui-même et avec un soin extrême, tout ce qui intéresse par plaisir ou par nécessité les praticiens de la navigation, les maîtres de hache et les peintres: il y ajoute un aperçu de la bataille navale considérable et fort grave qui mit aux prises les Chrétiens et les Turcs en l'an 1571; et beaucoup de figures dans le texte et encore 20 gravures sur cuivre dessinées fort sincèrement d'après nature. Imprimé à Ulm, ville du St-Empire Romain par Jonam Saurn avec défense de reproduction pendant 12 ans. MDCXXIX).

## Principaux ouvrages
- Halintro-Pyrobolia, 1627.
  - Furttenbach, Joseph : Halinitro-Pyrobolia. Beschreibung einer newen buchsen-meisterey, nemlichen: grundlicher Bericht, wie der Salpeter, Schwefel, Kophlen, unnd das Pulfer zu praepariren, zu probieren, auch langwirrig gut zu behalten: das Fewerwerch zur Kurtzweil und Ernst zu laboriren... ; Ulm: Jonas Saur, 1627. L'ouvrage comporte 44 planches, gravées sur cuivre, il décrit la préparation de la poudre noire et de nombreux types d'explosifs ainsi que des bombes volantes, accessoires pyrotechniques et feux d'artifice. Est-ce la première description des feux d'artifice ? il semblerait.
- Architectura Civilis, 1628.
- Architectura Martialis, 1629.
  - Furttenbach, Joseph von, Architectura martialis : das ist, Außführliches Bedencken, vber das, zu dem Geschütz vnd Waffen gehörige Gebäw ; darinnen für das Erste eygentlich zuvernemmen, In was gestalt ein wolgeordnetes Zeug- oder Rüst-Hauß, sampt deß Zeuges notwendigen Behaltnussen auffzubawen ; auch wie dasselbige mit Geschütz-Waffen, vnd Rüstungen solle außgestaffieret werde..., 1630.
- Architectura Navalis, 1639.
  - Furttenbach, Joseph : Architectura universalis, dast ist von dem Schiff, Gebau auff dem Meer und Seekusten zugebrauchen. Und Nemblich in was Form und gestallt Zürserste Ein Galea, Galeazza, Galeotta, Bergantino, Filucca, Fregata, Liudo, Barchetta, Piatta: Zum Andern Ein Nave, Polaca, Tartana, Barcone, Caramuzzala, und ein gemeine Barca, (welche samptlich zu Krieg: und Fries dens Zeitten an fese in den Bornembsten Veer Porten zu finden:)... ; Ulm. Durch Jonam Saurn,... Anno M. DC. XXIX.
- Architectura Universalis, 1635.
- Architectura Recreationis,Augsbourg, 1640.
- Architectura Privata, 1641.
- Mannhafter Kunst-Spiegel, 1663.
  - Furttenbach, Joseph, Mannhaffter Kunst-Spiegel oder Continuatio, und fortsetzung allerhand Mathematisch- und Mechanisch- hochnutzlich- So wol auch sehr erfrölichen delectationen, und respective im Werck selbsten experimentirten freyen Künsten ; Welche in hernach folgende 16. vuterschidliche Acten abgetheilt, von jeder derselben aber, auch mit schönen gantz neuen Inventionen gar klärlich seind vorgebildet worden ..., 1663